# 金錫玉
金錫玉（韩语：／ Kim Seok-ok */?，1938年1月13日—），韓國女演員、配音員，生於日治朝鮮京城府。

## 演出作品

### 電影
- 《殺妻秘笈》 飾 奉洙母
- 《YMCA野球團》

### 配音
- 《銀河鐵道999》
- 《緞帶騎士》
- 《阿爾卑斯物語 我的安妮特》
- 《鐵甲萬能俠》